# Andrea Arnold
Andrea Arnold, Orden del Imperio Británico (n. en Dartford, Kent, Inglaterra, el 5 de abril de 1961), es una directora de cine, guionista y actriz británica. Ganó un premio Oscar en la categoría Mejor Cortometraje por su película Wasp, en el 2005, y desde entonces ha dirigido varios largometrajes, entre ellos Red Road, Fish Tank y American Honey, todas ganadoras del Premio del Jurado en el Festival de Cine de Cannes. Dirigió también tres episodios de la serie ganadora del premio Emmy Transparent y la segunda temporada de la serie Big Little Lies.

## Trayectoria

### Carrera en la televisión
Cuando Arnold tenía 18 años, comenzó a trabajar como bailarina en programas que incluían a Top of the Pops, y como presentadora y actriz en un programa de televisión para niños llamado No. 73, donde saltó a la fama junto a Sandi Toksvig, Nick Staverson y Neil Buchanan durante la década de 1980. El programa se transmitía matutinamente los sábados en ITV, donde interpretó a Dawn Lodge. Era en parte una comedia de situación y un programa de entrevistas ambientado en una residencia doméstica. Además de estas partes, el programa contó con la mezcla de música, concursos y dibujos animados que tenía por fórmula la televisión infantil británica en los años ochenta. Después de un par de años de experiencia frente a la cámara, Arnold se dio cuenta de que "la televisión era muy divertida y la tomé por el viaje, pero nunca me sentí tan cómoda frente a la cámara".
Trabajó en la televisión durante los siguientes diez años, mientras escribía narrativa. Arnold se dio cuenta de que podía convertir sus historias en películas, por lo que estudió en el American Film Institute de Los Ángeles, donde adquirió experiencia en la industria cinematográfica. Al explicar por qué se mudó de Londres para estudiar cine en los Estados Unidos, afirma: "Sentí que mi falta de educación y mi acento siempre me retenían a los ojos de los guardianes". Después de terminar sus estudios y regresar a Gran Bretaña comenzó a escribir cortometrajes para la televisión. En 1988, el No. 73 se transformó en 7T3, y el set se trasladó de Maidstone (en los estudios de TVS en Kent) a un parque temático. Esta renovación solo duraría una temporada, pero Arnold se mantuvo dos años en el mismo horario como parte del equipo presentador de Motormouth. En 1990 presentó y escribió para el programa ambientalista para jóvenes, A Beetle Called Derek.

### Dirección de cine
Después de retirarse de su carrera como presentadora de televisión, Arnold se capacitó en escritura de guiones en PAL Labs en Kent. Sus primeros cortometrajes incluyeron Milk (1998) y Dog (2001). Ganó el Premio de la Academia al Mejor Cortometraje de Acción en Vivo por Wasp, en 2004. Fue nombrada "Estrella del Mañana" de la revista Screen International. También en 2003, dirigió un episodio de la serie de Channel 4 Coming Up titulado "Bed Bugs", a veces acreditada erróneamente como "Andrew Arnold".
Red Road (2006) es la primera entrega de Advance Party, un conjunto de tres películas relacionadas conceptualmente por diferentes directores primerizos. Ambientada en un conjunto departamental en Glasgow, la historia con temática de venganza se centra en un operador cámaras de seguridad que se obsesiona con alguien a quien observa mediante ellas. La película ha ganado las comparaciones del director británico con nombres establecidos como Michael Haneke y Lars von Trier. El crítico de Screen International, Allan Hunter, dijo que la película "probablemente surgirá como uno de los descubrimientos del Festival de Cine de Cannes de este año". Arnold ganó el premio del jurado en Cannes ese año y el premio BAFTA en 2007 al mejor director, guionista o productor británico novel por Red Road. 
En 2008, se informó que Arnold estaba dirigiendo una adaptación de la novela Sharp Objects de Gillian Flynn para la productora francesa Pathé, pero el proyecto no se materializó. Su película de 2009 Fish Tank se estrenó en el 62.º Festival de Cine de Cannes, donde una vez más ganó el premio del jurado. La película también ganó el premio BAFTA a la Mejor Película Británica en 2010. En 2011, completó el rodaje de una adaptación de Cumbres Borrascosas de Emily Brontë, producida por Ecosse Films de Londres. La película se mostró en competición en el 68.º Festival Internacional de Cine de Venecia en septiembre, donde ganó el Osella de Oro a la Mejor Fotografía.
Fue nombrada Oficial de la Orden del Imperio Británico (OBE) en 2011 por sus servicios a la industria cinematográfica.
En 2015, se anunció que dirigiría dos episodios de la serie Transparent de Amazon Studios. La cuarta película de Arnold, American Honey, se estrenó en 2016. Gira en torno a un grupo de adultos jóvenes que viajan por todo Estados Unidos vendiendo suscripciones a revistas. La trama se centra en el viaje de los jóvenes del grupo mientras beben, fuman, bailan, bromean y tienen conversaciones en su camioneta. La película tuvo su estreno mundial y compitió por la Palma de Oro en el Festival de Cine de Cannes de 2016. Arnold ganó su tercer premio del jurado. En 2021 dirigió el documental Cow, que gira en torno a la vida de dos vacas.
En 2024, con Bird, un drama social con toques de realismo mágico en torno a una adolescente de familia desestructurada, volvió a participar en la Sección Oficial del Festival de Cannes. Además, ese año dicho certamen le entregó la Carroza de Oro, un premio honorífico otorgado en el marco de la sección de la Quincena de Realizadores, donde se proyectó toda su filmografía.

## Estilo y temática
En todas sus películas, Arnold es conocida por dar a sus actores un control casi total en la creación de sus personajes. Su estilo de dirección brinda a sus actores en una oportunidad por crear sus reflejos más propios. Sasha Lane, estrella de American Honey, describe que "constantemente me decía que fuera quien era. Realmente no había ninguna enseñanza. Más bien, 'Sasha, estás bien'".
En general, las películas de Arnold se caracterizan por temas de privación y empobrecimiento. Fish Tank, Wuthering Heights y Bird son dramas protagonizados por adolescentes que viven en regiones inglesas asoladas por la pobreza.

## Filmografía

### Cine
| Año  | Película          | Rol                  | Notas      |
| ---- | ----------------- | -------------------- | ---------- |
| 1998 | Milk              | Directora, escritora | Corto      |
| 2001 | Dog               | Directora, escritora | Corto      |
| 2003 | Wasp              | Directora, escritora | Corto      |
| 2006 | Red Road          | Directora, escritora |            |
| 2009 | Fish Tank         | Directora, escritora |            |
| 2011 | Wuthering Heights | Directora, escritora |            |
| 2016 | American Honey    | Directora, escritora |            |
| 2021 | Cow               | Directora, escritora | Documental |
| 2024 | Bird              | Directora, escritora |            |

### Televisión
| Año       | Película        | Rol       | Notas               |
| --------- | --------------- | --------- | ------------------- |
| 2003      | Coming Up       | Directora | Episodio "Bed Bugs" |
| 2015-2017 | Transparent     | Directora | 4 episodios         |
| 2017      | I Love Dick     | Directora | 4 episodios         |
| 2019      | Big Little Lies | Directora | 7 episodios         |

## Premios y distinciones
Premios Óscar
| Año  | Categoría          | Película | Resultado |
| ---- | ------------------ | -------- | --------- |
| 2005 | Mejor cortometraje | Wasp     | Ganadora  |

Festival Internacional de Cine de Cannes
| Año  | Categoría         | Película       | Resultado |
| ---- | ----------------- | -------------- | --------- |
| 2006 | Premio del Jurado | Red Road       | Ganadora  |
| 2009 | Premio del Jurado | Fish Tank      | Ganadora  |
| 2016 | Premio del Jurado | American Honey | Ganadora  |